# Geografia da Etiópia
A maior parte da Etiópia se situa no Chifre da África, que é a parte mais oriental do Continente Africano. A nação faz fronteira com o Sudão e Sudão do Sul a oeste, Djibouti e Eritreia ao norte, Somália ao leste, e Quênia ao sul. O país tem um alto planalto central que varia de 1290 m a 3000 m de altitude, com a maior montanha alcançando 4533 m. A elevação é geralmente mais alta pouco antes do ponto de descida do Vale do Rift que divide o planalto diagonalmente. Inúmeros rios cortam o planalto — notavelmente o Nilo Azul, que sobe o Lago Tana. O planalto gradualmente obliqua-se às planícies do Sudão no oeste e nos planaltos inabitados da Somália ao sudeste.
O clima é temperado no planalto e quente na planície. Em Adis Ababa, que chega a altitudes de 2200 m a 2600 m, a temperatura máxima é de 26 °C (78,8 °F) e a mínima 4 °C (39,2 °F). O clima é geralmente seco e ensolarado, porém há chuvas, que ocorrem de modo mais ameno (belg) nos meses de fevereiro e abril e de modo mais intenso (meher) de meados de junho a meados de setembro.

## Geologia
A Etiópia assenta sobre quatro formações geológicas:
- Rochas do Pré-Cambriano (com mais de 542 milhões de anos) formam o complexo basal da Etiópia, bem como a maior parte do continente africano;
- A base Pré-Cambriana está coberta por outras formações geológicas mais recentes, excepto em alguns lugares no norte, oeste e sul, onde se encontram expostas camadas rochosas de granito e xisto;
- Processos geológicos da era Mesozoica (entre 245 e 66,4 milhões de anos) contribuíram com camadas sedimentares de calcário e arenito, muitas das quais foram, quer erodidas, quer cobertas por rochas vulcânicas;
- Rochas sedimentares mais recentes encontram-se no norte da Etiópia e no fundo do Vale do Rift e lavas do Terciário e Quaternário (desde há 66,4 milhões de anos até ao presente) formaram camadas de basalto que cobrem cerca de dois terços da Etiópia, com espessuras desde 300 m até 3000 metros.

## Clima
As regiões mais elevadas possuem temperatura variando de 0 °C a 16 °C; a zona temperada, nas elevações de 1500 m a 2400 m, possui temperaturas de 16 °C a 30 °C; e a zona quente, abaixo dos 1500 m, tem condições tropicais e áridas e temperaturas diurnas de 27 °C a 50 °C. A topografia da Etiópia compreende tanto cadeias de montanhas altas (as Montanhas Semien e as Montanhas Bale) como as terras mais baixas da África, como a Depressão de Danakil.
A estação chuvosa normal é em meados de junho e meados de setembro (sendo maior nos planaltos do sul), precedido por chuvas intermitentes de fevereiro a março; o restante do ano é, geralmente, seco.

## Meio ambiente
A Etiópia é um país ecologicamente diversificado, que possui desde desertos ao longo da fronteira oriental às florestas tropicais no sul e ao extenso Afromontane nas partes norte e sudoeste. O Lago Tana, ao norte, é a fonte do Nilo Azul. O país tem um grande número  espécies endêmicas, notavelmente o gelada e o lobo-etíope. A planta do café é originária das terras altas do país. A ampla gama de altitudes deu ao país uma variedade de áreas distintas ecologicamente, ajudando a estimular a evolução de espécies endêmicas por isolamento ecológico.

## Topografia

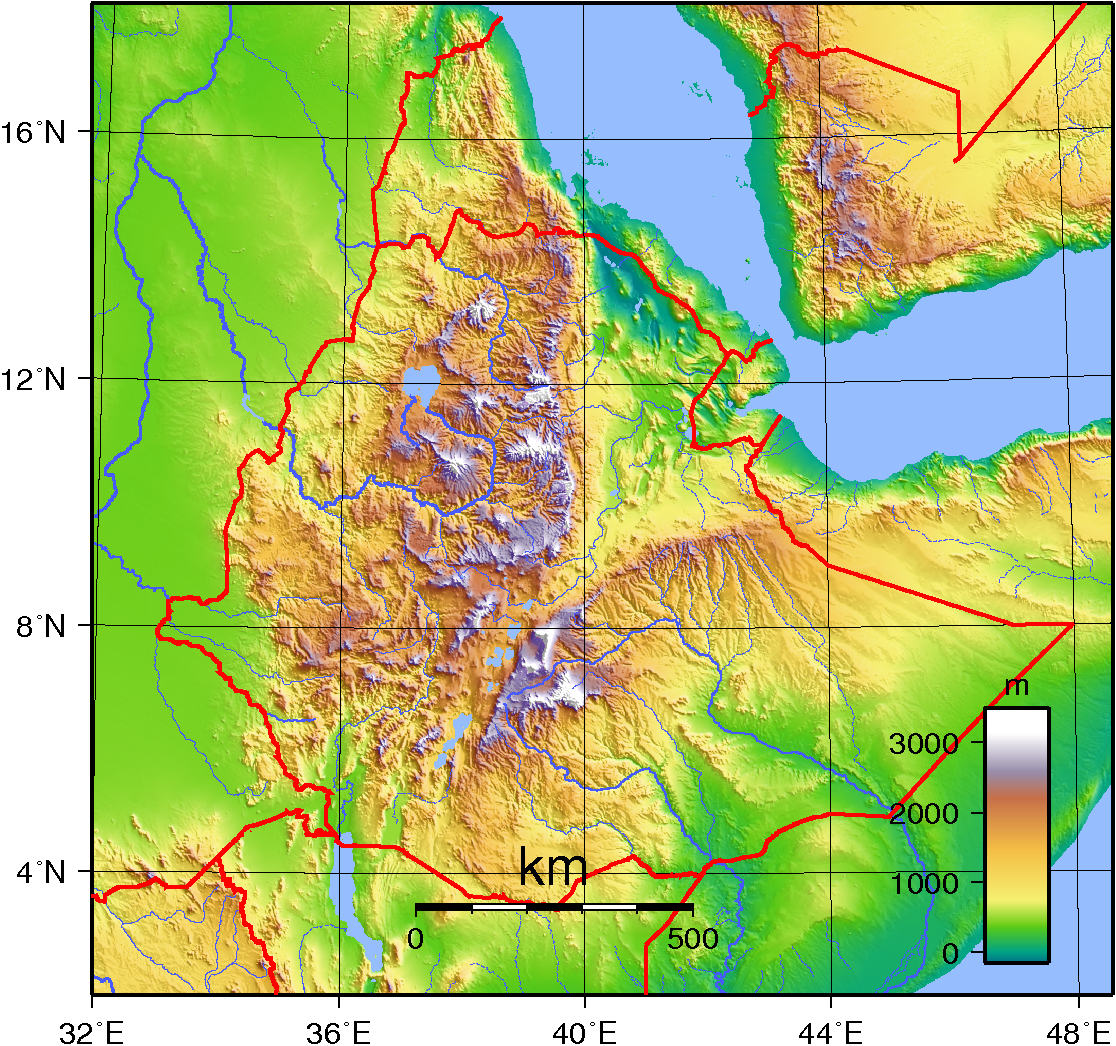
Mapa topográfico da Etiópia

Entre o vale do Nilo Azul e a fronteira da Etiópia com a Eritreia, há uma região de elevados planaltos, onde se localizam várias cadeias de montanhas. Estes planaltos e montanhas constituem as Terras Altas da Etiópia. Em quase todos os lugares, as paredes dos planaltos tem subidas abruptas, constituindo em cadeias montanhosas. As terras altas são assim uma divisão orográfica claramente delimitada. Na Eritreia, a parede do leste deste planalto corre paralelamente de Ras Kasar (18° N) ao Mar Vermelho para a Baía de Annesley (também conhecida como Baía de Zula) (15° N). Em seguida, vira para sul na Etiópia e segue perto do meridiano 40 E por quase 600 km (373 mi). Perto do paralelo 9 N há uma ruptura na parede, por onde o Rio Awash flui em direção a leste. A cadeia neste ponto tende a seguir na direção sudoeste, enquanto ao sul do Vale Awash, que tem cerca de 1000 m (abaixo do nível das montanhas), outro maciço nasce em uma linha direta para o sul. Neste segundo intervalo, há uma cadeia (as montanhas Ahmar) ao leste, em direção ao Golfo de Aden.
As duas principais gamas orientais mantêm um curso paralelo sul-leste, com um largo vale de montanhas no meio a quase no paralelo 3° N; no exterior (a leste), as esporas do planalto ainda mantêm-se ao longo do meridiano 40 E. A escarpa do sul do planalto é altamente irregular, porém tem uma direção geral a nordeste e sudeste do paralelo 6° N ao 3° N. Ele passa próximo à depressão na qual existe o Lago Turkana e — a leste desse lago — a Zona Debub Omo ao sul (parte da larga Região das Nações, Nacionalidades e Povos do Sul). A parede ocidental do planalto, de 6° N a 11° N, é alvo de precipitação. Ao norte do paralelo 11 N as colinas viram-se mais para o leste e diminuem de tamanho mais gradualmente nas planícies da savana do leste do Sudão. Em sua face norte, o planalto diminui de tamanho em terraços ao nível do leste do Sudão. O escarpamento oriental é o melhor definido das outras cadeias. Ele tem uma altitude média de 2100 m a 2400 m, e, em muitos lugares, a altitude baixa quase perpendicularmente à planície. Fissuras estreitas e profundas, por onde descem as torrentes de montanhas que se perdem no solo arenoso da costa da Eritreia, proporcionam meios de encontrar o planalto, ou a rota mais fácil através do Vale Awash pode ser encontrada. Acima desta barreira rochosa, encontra-se subidas de paredes pouco mais altas que o planalto.

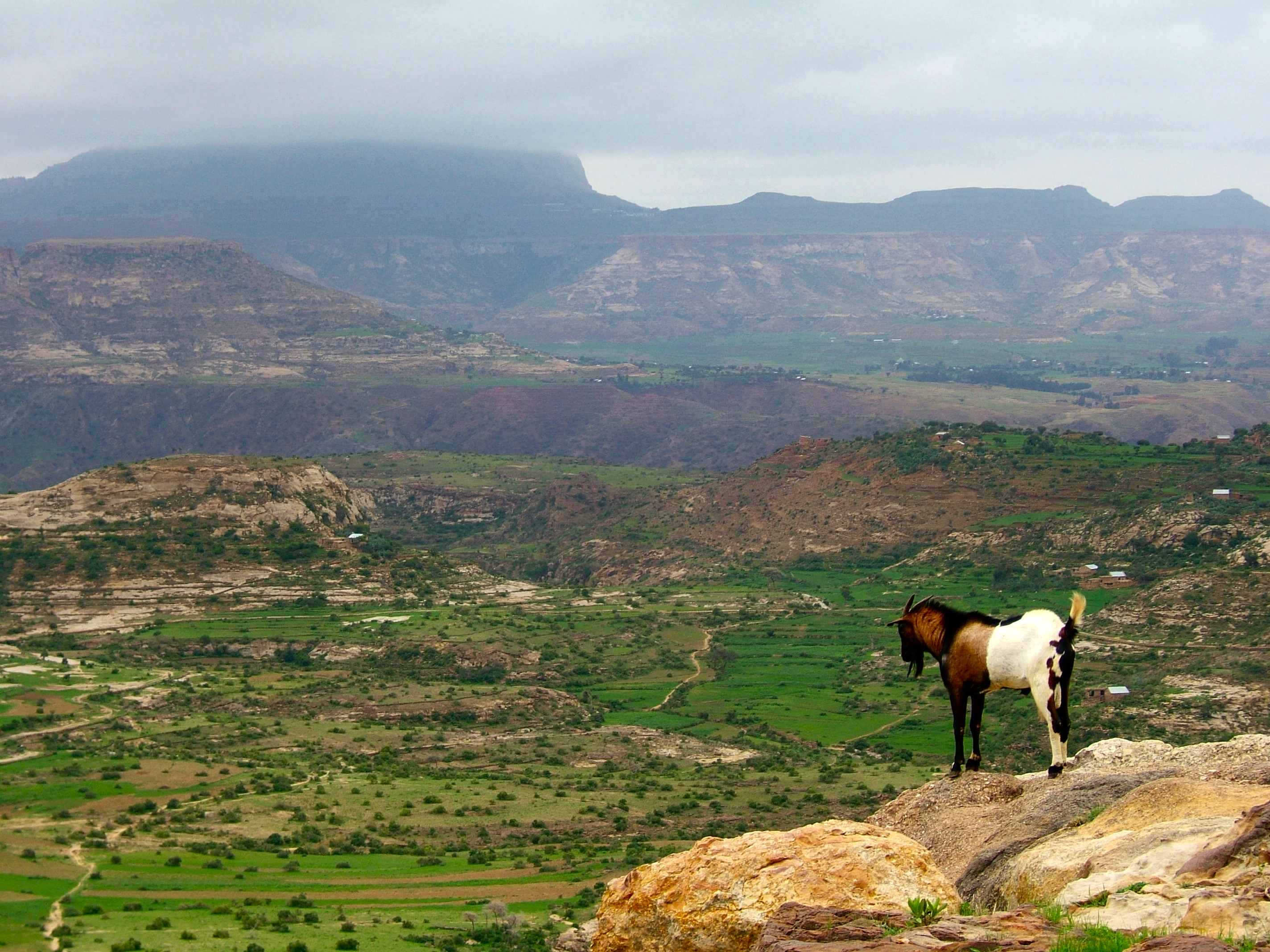
As terras altas da Etiópia, com o Ras Dashan (4533 m), o ponto mais alto do país e o quarto mais alto do Continente Africano, ao fundo

Este aspecto físico das terras altas é impressionante. A porção norte, situada entre o 10° e o 15° N, consiste em uma enorme massa de rochas arqueanas com uma altitude média de 2000 m a 2200 m, e é inundada numa profunda depressão central pelas águas do Lago Tana. Acima do nível dos planaltos, sobem várias cadeias de montanhas irregulares e geralmente mal-definidas com altitudes médias de 3700 m a 4600 m. Uma das características do país são as enormes fissuras que dividem-na, formadas com o passar do tempo pela ação erosiva da água. Elas são, de fato, os vales dos rios que, elevando-se sobre a terra firme ou nos lados da montanhas, tiveram cortados os seus caminhos em volta das planícies. Alguns dos vales são de largura considerável; em outros casos as paredes opostas  dos desfiladeiros têm apenas duzentos ou trezentos metros de distância, e descem quase verticalmente milhares de metros, representando uma erosão de muitas centenas de milhares de metros cúbicos de rocha dura. Um resultado da ação da água foi a formação de inúmeras colinas isoladas achatadas ou pequenos planaltos, conhecidos como ambas, com lados quase perpendiculares. Os picos mais altos são encontrados nas serras de Semien e Bale. As Montanhas Semien situam-se a nordeste do Lago Tana e tem seu cume no pico coberto de neve Ras Dejen, que tem uma altitude de 4550 m. Poucos quilômetros a leste a norte, respectivamente, de Ras Dejen, situam-se os de Montes Biuat e Abba Yared, cujos cumes têm menos de 100 metros abaixo do cume de Ras Dejen. As Montanhas Bale são separadas pela maior parte das terras altas etíopes pelo Vale do Rift, um dos maiores e mais profundos abismos da Etiópia. Os picos mais altos desta serra incluem Tullu Demtu, a segunda montanha mais alta do país (4377 m), Batu (4307 m), Chilalo (4036 m) e o Monte Kaka (3820 m).
Paralelo à escarpa oriental, há as elevações de: Biala, 3810 m, Monte Abuna Yosef, 4190 m, e Kollo, 4300 m, o último situando-se a sudoeste de Magdala. Entre o Lago Tana e as colinas do leste, há os Montes Guna, 4210 m, e Uara Sahia, 3960 m. Nas Montanhas Choqa de Misraq Gojjam, o Monte Choqa (também conhecido como Monte Birhan) tem uma altura de 4154 m. Abaixo do paralelo 10 N, a porção sul das terras altas tem os planaltos mais abertos que a porção norte e picos menos elevados. Embora existam altitudes entre 3000 m a 4000 m, a maioria não excede os 2400 m. Uma característica geral das regiões do sul que são comuns às do norte são os planaltos montanhosos muito quebrados.

## Hidrografia

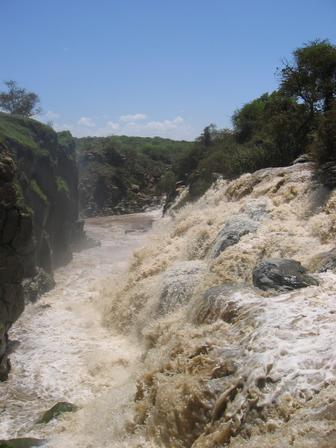
O Vale Inferior do Awash, importante rio do país, que contém um dos agrupamentos mais importantes de locais paleontológicos no Continente Africano

A maioria dos planaltos da Etiópia têm uma inclinação que desce na direção noroeste, de modo que quase todos os rios fluam nesta direção ao rio Nilo, compreendendo cerca de 85% da água do país. Tais como o Rio Tekezé ao norte, o Abay no centro, e o Sobat ao sul, cerca de quatro quintos de todo o esgoto do país é descarregado nestas três artérias. O restante é levado pelo Awash, que corre no distrito de salinas lacustres ao longo da fronteira com Djibuti; pelo rio Shebelle e Jubba, que fluem a sudeste através da Somália (embora o Shebelle não consiga chegar ao Oceano Índico; e pelo Omo, o principal distribuidor de águas da bacia endorreica do Lago Turkana.
O Rio Tekezé, que é, na verdade, o curso superior do Rio Atbarah, tem suas nascentes no planalto central, e quedas de cerca dos 2100 m aos 750 m. A enorme fenda através da qual ele flui para o oeste e norte, forma parte da fronteira com a Eritreia, e percorre seu caminho a oeste novamente aos terraços ocidentais, onde ele passa pelo Sudão. Durante as chuvas, o Tekezé (i.e. "Terrível") aumenta cerca de 5 m acima do seu nível habitual, e nesta época, forma uma barreira intransponível entre as regiões do norte e central. No seu baixo curso, o rio é conhecido pelo nome árabe Setit. No Sudão, o Setit é unido (nas coordenadas 14°20′N 35°51′E, 14,333°N 35,85°E e 14,333; 35,85) ao Atbara, um rio formado por várias correntes que sobem as montanhas a oeste e noroeste do Lago Tana. O Rio Marebe, que forma parte da fronteira com a Eritreia, é o mais setentrional dos rios de planalto que fluem em direção ao vale do Nilo. Sua nascente flui em direção ao escarpamento do leste por 80 km da Baía Annesley no Mar Vermelho. Ele atinge as planícies do Sudão próximas a Cassala, além de suas águas serem dissipadas no solo arenoso. O Marebe é drenado por grande parte do ano, porém como o Takazze, está sujeito a cheias repentinas durante a temporada chuvosa. Apenas a margem esquerda no curso superior do rio é território etíope.
O Abay — que é o curso superior do Nilo Azul — tem sua fonte próxima ao Monte Denguiza nas montanhas Choqa (localizadas a cerca de 11°0′N 37°0′E / 11°N 37°E / 11; 37), e flui primeiramente por 110 km próximo ao monte devido à margem norte e sul do Lago Tana. Tana, que mede de 750 m a 1000 m abaixo do nível normal do planalto, tem o aspecto físico de uma cratera inundada. Ele tem uma área de cerca de 2800 km², e uma profundidade, em algumas partes, de 75 m. No canto sudeste, a borda da cratera é aberta por uma fenda profunda através da qual o Abay escapa, e lá, faz uma grande curva semicircular, similar à do Tekezé, porém na direção inversa — leste, sul e noroeste — até as planícies de Sennar, onde recebe o nome de Bahr-el-Azrak ou Nilo Azul. O Abay tem muitos afluentes. Destes, o Bashilo nasce próximo a Magdala e seca a leste de Amhara; o Jamma nasce próximo a Ankober e seca ao norte de Xoa; o Muger nasce próximo a Adis Ababa e seca a sudoeste de Shoa; o Didessa, o maior afluente de Abay, nasce nas colinas de Caf=fa e tem um curso sul-norte; o Dabus nasce próximo à borda ocidental do escarpamento do planalto. Todos eles são rios perenes. Os afluentes da margem direita fluem, principalmente, no lado ocidental do planalto, tem declives acentuados e são geralmente de caráter torrencial. O Belassa, no entanto, é perene, e o Rahad e Dinder são rios importantes em épocas de cheia.
Nas montanhas e planaltos de Gambela e Kaffa, situadas à sudoeste da Etiópia, nascem os rios Baro, Gelo, Akobo e outros afluentes do afluente Sobat do rio Nilo. Akobo, localizado em cerca das coordenadas 7°47′N 33°3′E / 7,783°N 33,05°E / 7,783; 33,05, junta-se ao Pibor que, localizado em cerca de 8°30′N 33°20′E / 8,5°N 33,333°E / 8,5; 33,333, une-se ao rio Baro, o rio abaixo da confluência, que recebe o nome de Sobat. Estes rios descendem de grandes quedas de água de montanhas e, assim como outras correntes etíopes, são navegáveis em seus cursos superiores. O Baro, ao alcançar a planície torna-se, no entanto, uma corrente navegável, proporcionando uma via marítima aberta para o Nilo. Baro, Pibor e Akobo formam por 400 km as fronteiras do oeste e sudoeste da Etiópia.
O principal rio da Etiópia que flui na direção leste é o rio Awash (por vezes chamado de Awasi), que nasce nas terras altas de Shewan e perfaz uma curva semicircular a sudeste e a nordeste. Ele alcança a Depressão de Afar através de uma grande fenda na escarpa oriental do planalto, além do qual ele é unido na sua margem esquerda por seu principal afluente, o Germama (ou Kasam), e depois, volta em direção ao Golfo de Tadjoura. Lá, o Awash segue um fluxo de 60 km de comprimento e 1,2 m de largura, mesmo na época de seca; durante as cheias, o rio alcança uma altura de 15 m a 20 m acima do nível do mar, inundando assim as planícies por muitos quilômetros ao longo de ambas as margens. Ele ainda não alcança o litoral, e após um curso sinuoso de cerca de 800 km, passa (em sua parte inferior) através de uma série de badds (lagoas) até o Lago Abhe Bad (ou Abhe Bid) na fronteira com o Djibouti e cerca de 100 km a 110 km da parte superior do Golfo de Tadjoura. Neste lago, o rio se perde. Este fenômeno notável é explicado pela posição do Abhe Bad no centro de uma depressão com salinas lacustres a vários metros abaixo do nível do mar. Enquanto a maioria das outras lagoas são altamente salinizadas, com incrustações de sal rodeando suas margens, Abhe Bad permanece fresco durante todo o ano, devido à grande massa de água lançada pelo Awash.